# Repräsentantenhaus (Malta)

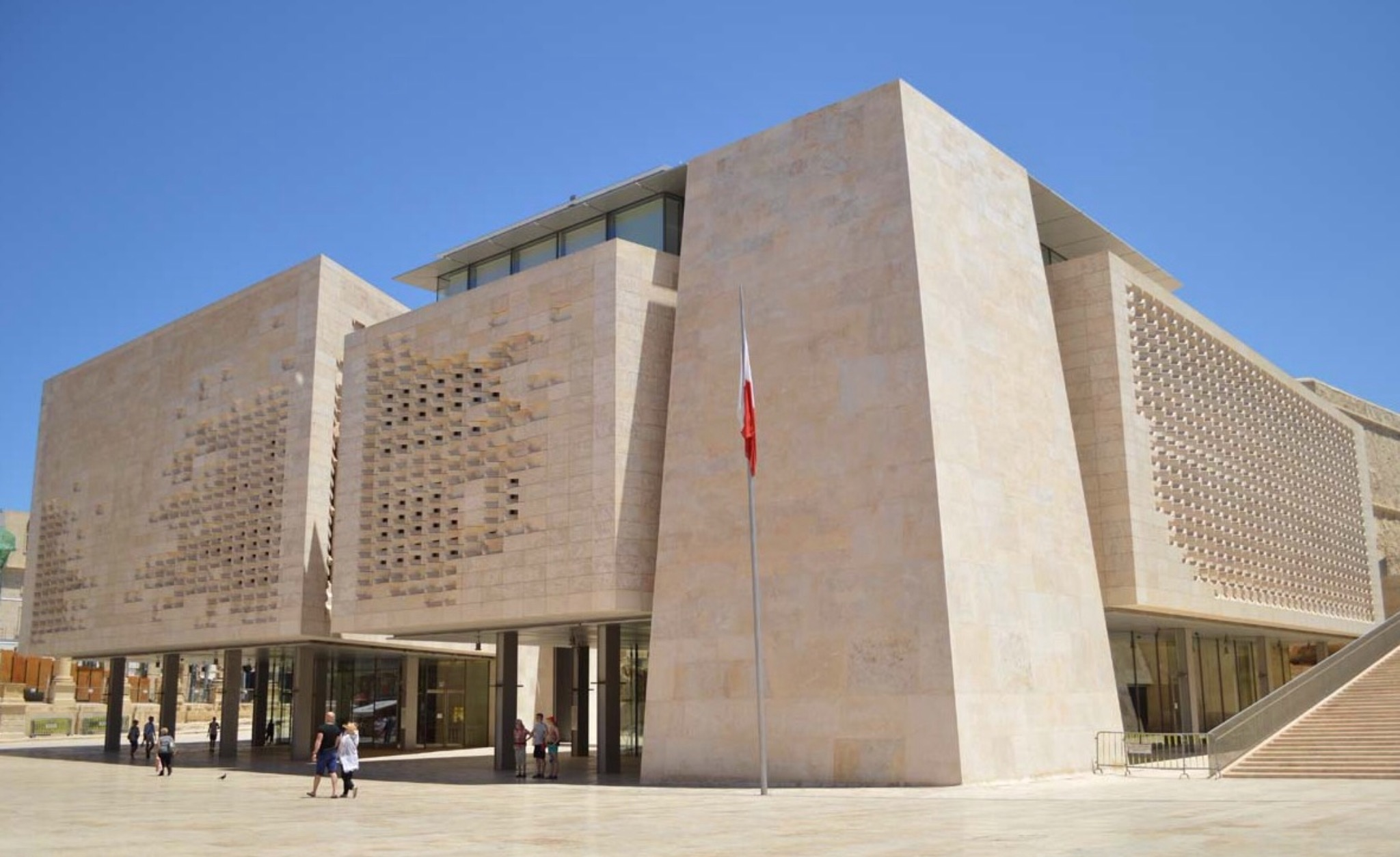
Neubau des Parlamentsgebäudes in Valletta (2015)

Das Repräsentantenhaus (maltesisch Kamra Tad-Deputati, englisch House of Representatives) ist das Parlament im Einkammersystem der Republik Malta.

## Zusammensetzung
Die Republik Malta verfügt gemäß Kapitel VI ihrer Verfassung über ein Einkammerparlament. Das Repräsentantenhaus besteht regulär aus 65 Abgeordneten. Durch Bonusmandate kann die Zahl auf 69 Abgeordnete ansteigen.
Für die aktuelle Zusammensetzung siehe: Liste der Parlamentsabgeordneten von Malta (14. Wahlperiode).

## Wahlrecht
Die Wahl zum Repräsentantenhaus erfolgt in 13 Wahlbezirken, in denen jeweils 5 Mandate vergeben werden.
Die Wahl in den jeweiligen Wahlbezirken erfolgt nach dem Verhältniswahlrecht nach dem Verfahren der Übertragbaren Einzelstimmgebung. Nachdem bei den Wahlen 1981 die konservative PN eine absolute Mehrheit an Stimmen, nicht jedoch eine Mehrheit der Mandate erzielte, folgte eine Krise, in der sich die PN-Abgeordneten weigerten, ihre Mandate anzunehmen, da sie der regierenden Partit Laburista eine gezielte Manipulation der Wahlbezirksgrenzen vorwarfen. Die Verfassungskrise wurde schließlich durch die Einführung einer Bonusregel beendet, die erstmals bei den Wahlen im Jahre 1987 zur Anwendung kam: Wenn eine Partei landesweit die Mehrheit der Stimmen, nicht aber die Mehrheit der Mandate gewinnt, erhält sie vier Zusatzmandate, um eine regierungsfähige Parlamentsmehrheit zu gewährleisten. Die Möglichkeit dieser Bonusregel entfällt, wenn eine dritte Partei ins Repräsentantenhaus einzieht, was aber aufgrund des Zwei-Parteien-Systems praktisch nie vorkommt.
Das aktive Wahlrecht erhalten Malteser mit der Vollendung des 16. Lebensjahres, das passive Wahlrecht ab 18 Jahren. An der Wahl zum Repräsentantenhaus dürfen nur Bürger teilnehmen, die in den zwölf Monaten vor der Wahl für mindestens sechs Monate im Land ansässig waren; die Möglichkeit einer Briefwahl für im Ausland lebende maltesische Staatsbürger ist nicht vorgesehen. Dies wird damit begründet, dass mehr Malteser im Ausland lebten als in Malta selbst, so dass die Gefahr bestünde, dass die Stimmen der im Ausland lebenden Bürger den Ausschlag für die Regierungsbildung geben.

## Speaker of the House
- Paolo Pace, Februar 1962 – Februar 1966
- Alfred Bonnici, April 1966 – Juni 1971
- Emmanuel Attard Bezzina, Juni 1971 – September 1976
- Nestu Laviera, September 1976 – Januar 1978
- Kalcidon Agius, Januar 1978 – Februar 1982
- Daniel Micallef, Februar 1982 – Juli 1986
- Paul Xuereb, Juli 1986 – Februar 1987
- Joseph M. Baldacchino, Februar 1987 – Mai 1987
- Jimmy Farrugia, Juli 1987 – Oktober 1988
- Lawrence Gonzi, Oktober 1988 – September 1996
- Myriam Spiteri Debono, Oktober 1996 – August 1998
- Anton Tabone, Oktober 1998 – Mai 2008
- Louis Galea, Mai 2008 – April 2010
- Michael Frendo, April 2010 – April 2013
- Angelo Farrugia, April 2013 – heute

## Gebäude

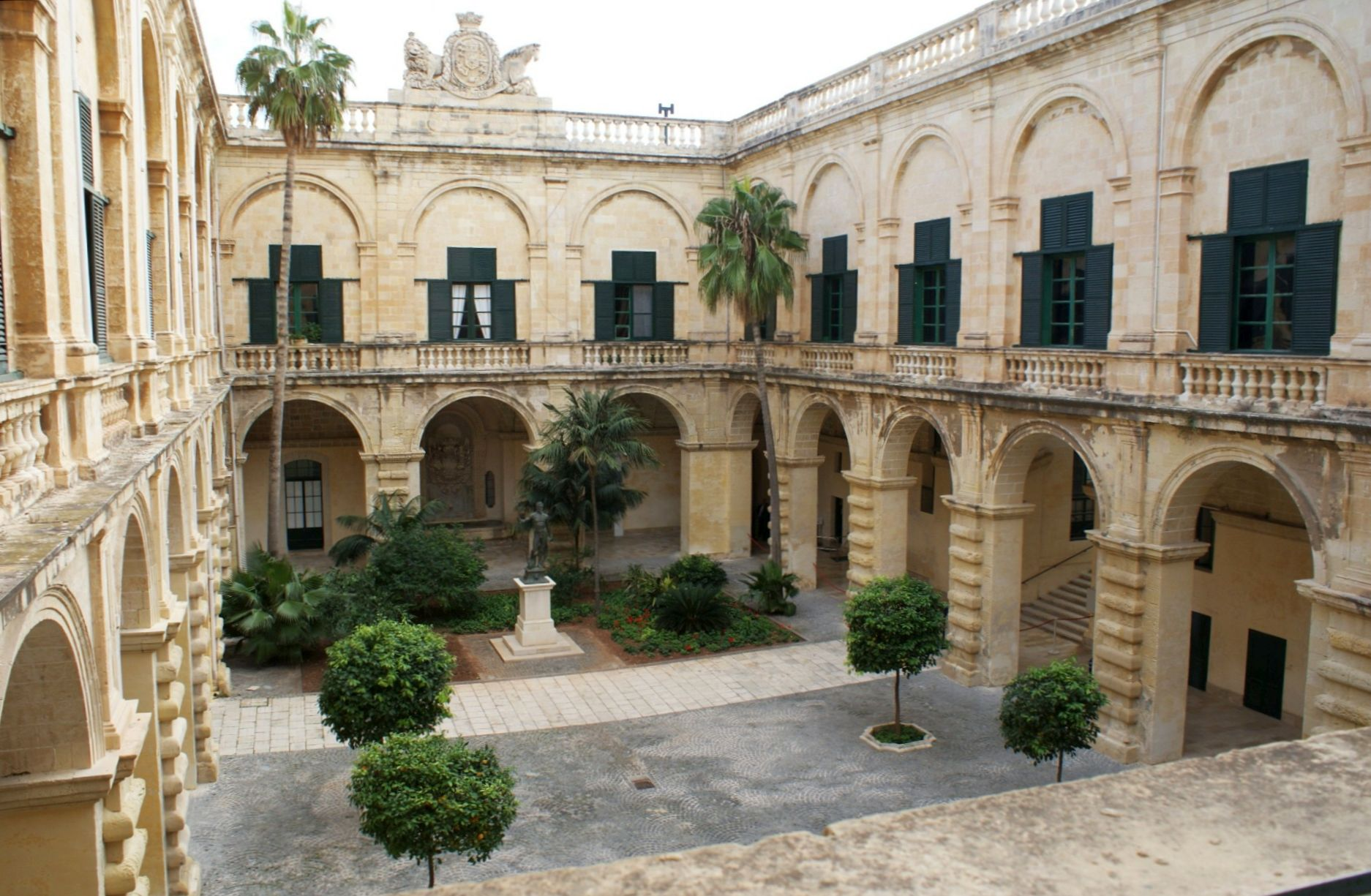
Großmeisterpalast, Parlamentsgebäude bis 2015

Bis zum Jahr 2015 trat das Repräsentantenhaus im Großmeisterpalast in der Hauptstadt Valletta zusammen. Seit 2015 tagt das Parlament im Neubau des Parlamentsgebäudes am benachbarten Freedom Square, in der Nähe des südlichen Stadttors von Valletta. Der Neubau des Gebäudes wurde zwischen den Jahren 2011 und 2015 nach Entwürfen des italienischen Architekten Renzo Piano im Rahmen des Stadttor-Projekts errichtet.

## Wahlen

### 1996
Bei den Parlamentswahlen 1996 siegte die Partit Laburista. Premierminister wurde Alfred Sant.
Siehe auch: Liste der Parlamentsabgeordneten von Malta (8. Wahlperiode)

### 1998
Die vorgezogenen Parlamentswahlen vom 5. September 1998 gewann die Partit Nazzjonalista. Edward Fenech Adami wurde erneut Premierminister. Damit verbunden war die erneute Hinwendung Maltas zur EU. Ein Referendum am 8. März 2003 ergab eine Mehrheit (53,6 %) für den maltesischen EU-Beitritt zum 1. Mai 2004.
Siehe auch: Liste der Parlamentsabgeordneten von Malta (9. Wahlperiode)

### 2003
Die Parlamentswahlen zur 10. Wahlperiode fanden am 12. April 2003 statt. Dem Trend aus dem EU-Referendum folgend, wählten die Malteser mit 51,79 Prozent die konservative Partit Nazzjonalista (PN) und mit 47,51 Prozent die sozialistische Partit Laburista (PL). Die dritte Partei, die grün-alternative Alternattiva Demokratika (AD) erhielt mit 0,68 Prozent der Stimmen keinen Sitz im Parlament. Die Regierung von Premierminister Edward Fenech Adami wurde damit bestätigt. Nachdem Edward Fenech Adami im März 2004 als Premierminister zurücktrat, um für das Amt des Präsidenten von Malta kandidieren zu können, wurde Lawrence Gonzi am 23. März 2004 als neuer Premierminister vereidigt.
Siehe auch: Liste der Parlamentsabgeordneten von Malta (10. Wahlperiode)

### 2008
Für die Wahl am 8. März 2008 siehe Parlamentswahlen in Malta 2008.

### 2013
Die Parlamentswahl zur 12. Wahlperiode fand am 9. März 2013 statt; zuvor hatte Premierminister Gonzi das Parlament aufgelöst, nachdem am 10. Dezember 2012 die Verabschiedung des Haushaltsentwurfs gescheitert war.
- Parlamentswahl in Malta 2013
- Liste der Parlamentsabgeordneten von Malta (12. Wahlperiode)

### 2017
Bei der vorgezogenen Parlamentswahl zur 13. Wahlperiode, die am 3. Juni 2017 stattfand, konnte die Partit Laburista ihre Mehrheit behaupten, Joseph Muscat wurde wie 2013 Premierminister.
- Parlamentswahl in Malta 2017
- Liste der Parlamentsabgeordneten von Malta (13. Wahlperiode)

### 2022
Die Parlamentswahl zur 14. Wahlperiode fand am 26. März 2022 statt. Die Partit Laburista konnte die absolute Mehrheit mit 55,11 % der Stimmen und 44 Mandaten erringen. Robert Abela blieb Premierminister.
- Parlamentswahl in Malta 2022